# Montlignon
Montlignon – miejscowość i gmina we Francji, w regionie Île-de-France, w departamencie Dolina Oise.
Według danych na rok 1990 gminę zamieszkiwało 2505 osób, a gęstość zaludnienia wynosiła 882 osób/km² (wśród 1287 gmin regionu Île-de-France Montlignon plasuje się na 436. miejscu pod względem liczby ludności, natomiast pod względem powierzchni na miejscu 823.).